# Juan Eduardo Azzini
Juan Eduardo Azzini (Montevideo, 1917―2 de desembre de 2015) va ser un comptable públic, funcionari, escriptor i polític uruguaià, pertanyent al Partit Nacional.

## Carrera
Egressat de la Facultat de Ciències Econòmiques de la Universitat de la República el 1940, amb el títol de Comptable Públic. Es va sumar aviat a la docència universitària, com a professor titular de Finances Públiques.
Des de llavors es va exercir en la funció pública, en Inspecció d'Hisenda. Així, quan en 1958 gana les eleccions el Partit Nacional, el nou govern li va oferir el Ministeri d'Hisenda, amb l'aquiescència de Luis Alberto d'Herrera. Va ocupar llavors aquesta butaca ministerial durant tot el primer Consell Nacional de Govern de majoria blanca entre l'1 de març de 1959 i el 28 de febrer de 1963.
De la seva autoria va ser la implementació d'una ambiciosa Reforma Monetària i Canviària, per la qual es va acabar amb un complex sistema de múltiples cotitzacions del dòlar nord-americà i es va passar a un sistema més simple. També es va implantar un Impost sobre la renda, que fet i fet resultaria derogat.
Casat amb Matilde Dosil, és pare de Daniel Eduardo, també Comptador.
El 7 d'octubre de 2008 es va presentar un llibre biogràfic escrit pel periodista Graziano Pascale, titulat "Azzini, una història uruguaiana".

## Llibres
- Azzini, Juan I.. Ingressos municipals.  Tallers L.I.G.O. (Montevideo), 1946.
- Azzini, Juan I.. La reforma canviària: monstre o màrtir?.  Amalio M. Fernández (Montevideo), 1970.
- Azzini, Juan I.. Nobel, el seu testament i l'economia. 75 anys d'un discutit premio.  [s.n.] (Montevideo), 1976.
- Azzini, Juan I.. Diagnòstic i perspectives de l'economia uruguaiana.  Cròniques Econòmiques (Montevideo), 1982.
- Azzini, Juan I.. Gestió dels governs blancs.  CELADU-Agropecuari (Montevideo), 1989.
- Azzini, Juan I.. La historia noia d'un ministeri.  [s.n.] (Montevideo), 1983.
- Azzini, Juan I.. Nobel. Històries d'un premi..  Edicions De la Plaça (Montevideo), 1999.
- Azzini, Juan I.. Fullejant La Historia.  Edicions De la Plaça (Montevideo), 2005.